# Вулька-Фольварк (Підляське воєводство)
Вулька-Фольварк (пол. Wólka-Folwark) — село в Польщі, у гміні Бакалажево Сувальського повіту Підляського воєводства.
Населення — 74 особи (2011).
У 1975-1998 роках село належало до Сувальського воєводства.

## Демографія
Демографічна структура станом на 31 березня 2011 року:
|          | Загалом | Допрацездатний вік | Працездатний вік | Постпрацездатний вік |
| -------- | ------- | ------------------ | ---------------- | -------------------- |
| Чоловіки | 39      | 12                 | 22               | 5                    |
| Жінки    | 35      | 5                  | 21               | 9                    |
| Разом    | 74      | 17                 | 43               | 14                   |